# Piaski Grójeckie
Piaski Grójeckie – osada wsi Grójec w Polsce, położona w województwie świętokrzyskim w powiecie ostrowieckim w gminie Ćmielów.
W latach 1975–1998 osada administracyjnie należała do województwa kieleckiego.